# RAGE (игровой движок)
RAGE (или Rockstar Advanced Game Engine) — игровой движок, разработанный студиями Rockstar San Diego и Rockstar North, которые являются подразделениями американской компании Rockstar Games. RAGE создан для внутреннего использования филиалами Rockstar Games и не предназначен для лицензирования сторонними компаниями. Впервые RAGE использовался в компьютерной игре Rockstar Games presents Table Tennis, которая вышла 23 мая 2006 года. В дальнейшем движок использовался в игре Grand Theft Auto IV и всех её продолжениях, а также в других играх производства Rockstar Games. RAGE поддерживает IBM PC-совместимые компьютеры и игровые консоли: Xbox 360, Xbox One, Xbox Series X/S, PlayStation 3, PlayStation 4, PlayStation 5, Wii и Nintendo Switch.

## История разработки

Логотип RAGE Technology Group

В первой половине 2000-х годов Rockstar Games для преимущественного большинства своих игр использовала игровой движок RenderWare производства Criterion Games. Однако в июле 2004 года американский издатель Electronic Arts приобрёл компанию Criterion Games вместе с её движком. Это ухудшило политику лицензирования RenderWare, поэтому Rockstar Games решила разработать свой собственный движок для своих проектов. Сведения о намерении Rockstar Games разработать свой движок появились в сентябре 2005 года. «RAGE» основан на движке AGE (Angel Game Engine), который был изначально разработан студией Angel Studios для игр серии Midnight Club и других игр производства Rockstar San Diego для шестого поколения игровых консолей. Разработкой «RAGE» занималась группа сотрудников Rockstar San Diego и Rockstar North под названием «RAGE Technology Group» (рус. Технологическая группа RAGE).
В начале мая 2006 года журналисты сайта MTV News опубликовали статью, в которой подтвердили существование движка «RAGE» и его использование в Rockstar Games presents Table Tennis и Grand Theft Auto IV. В июне состоялся выпуск Rockstar Games presents Table Tennis и эти сведения были подтверждены и уточнены.
В феврале 2007 года британская компания NaturalMotion и Rockstar Games объявили, что «euphoria», средство процедурной анимации, будет использоваться в будущих играх Rockstar и, соответственно, в движке «RAGE». Пресс-релиз, который был включён во второй трейлер игры Grand Theft Auto IV, в конечном счёте подтвердил то, что Grand Theft Auto IV будет первой игрой от Rockstar, которая будет использовать «euphoria».
23 апреля 2008 года сайт 1UP.com опубликовал интервью с техническими директорами Rockstar North — Адамом Фоулером (англ. Adam Fowler) и Сэнди Роджером (англ. Sandy Roger), которое было полностью посвящено «RAGE». 29 апреля вышла игра Grand Theft Auto IV — вторая игра, использующая «RAGE».
После Grand Theft Auto IV, «RAGE» использовался в гоночной игре Midnight Club: Los Angeles, которая вышла 21 октября 2008 года. Далее движок использовали оба дополнения Grand Theft Auto IV — Grand Theft Auto IV: The Lost and Damned и Grand Theft Auto: The Ballad of Gay Tony. Позже на движке вышла игра Red Dead Redemption (18 мая 2010 года) и была анонсирована игра Max Payne 3, которая также использует движок «RAGE».
3 ноября 2011 года Rockstar Games анонсировала Grand Theft Auto V, игра использует движок «RAGE». Игра вышла 17 сентября 2013 года на консоли Xbox 360 и PlayStation 3, затем 18 ноября 2014 года игра вышла на Xbox One и PS4, 14 апреля 2015 года игра вышла на PC, а 15 марта 2022 вышла на PlayStation 5 и Xbox Series X/S.

## Особенности и характеристики
«Rockstar Advanced Game Engine» является полнофункциональным игровым движком, который содержит графический движок, физический движок, звуковой движок, анимационный движок, игровой искусственный интеллект, работу с сетью, скриптовый язык и другие компоненты. Звуковой движок и сетевой код разработали сотрудники Rockstar North, а все другие компоненты — сотрудники Rockstar San Diego.
Так как движок ориентировался на использования в играх, которые имеют «открытый бесшовный мир», то основным преимуществом движка является его способность эффективно обрабатывать большие игровые пространства. Так, при движении персонажа по уровню движок постоянно и динамически добавляет одни и удаляет другие объекты. Разработчики сообщили, что для этого надо было разработать надёжный менеджер памяти движка, который бы мог постоянно распределять и удалять объекты из оперативной памяти без её фрагментирования.
В «RAGE» используется внешний физический движок «Bullet Physics Library», который является свободным ПО.
Много времени и внимания разработчики уделили физике автомобилей, которую они попытались сделать максимально близкой к реальности. Эта система учитывает вес машины, силу сцепления шин с поверхностью и другие характеристики. Поведение автомобиля зависит от поверхности, по которой он едет, а также от погодных условий.
Для анимации гуманоидных персонажей (людей) используется «euphoria» — программный компонент, который самостоятельно автоматически создаёт анимацию персонажей «на лету». «euphoria» разработана компанией NaturalMotion и используется в «RAGE» как постоянный компонент начиная с игры Grand Theft Auto IV.

## Список игр, использующих движок
| Название игры                                | Разработчик                                                                 | Дата первого выхода   | Платформы                                                                                      |
| -------------------------------------------- | --------------------------------------------------------------------------- | --------------------- | ---------------------------------------------------------------------------------------------- |
| Rockstar Games presents Table Tennis         | Rockstar San Diego, Rockstar Leeds                                          | 23 мая 2006 года      | Xbox 360, Wii                                                                                  |
| Grand Theft Auto IV                          | Rockstar North, Rockstar Toronto                                            | 29 апреля 2008 года   | ПК (Windows), Xbox 360, PlayStation 3                                                          |
| Midnight Club: Los Angeles                   | Rockstar San Diego                                                          | 21 октября 2008 года  | Xbox 360, PlayStation 3                                                                        |
| Grand Theft Auto IV: The Lost and Damned     | Rockstar North, Rockstar Toronto                                            | 17 февраля 2009 года  | ПК (Windows), Xbox 360, PlayStation 3                                                          |
| Grand Theft Auto IV: The Ballad of Gay Tony  | Rockstar North, Rockstar Toronto                                            | 29 октября 2009 года  | ПК (Windows), Xbox 360, PlayStation 3                                                          |
| Grand Theft Auto: Episodes from Liberty City | Rockstar North, Rockstar Toronto                                            | 29 октября 2009 года  | ПК (Windows), Xbox 360, PlayStation 3                                                          |
| Red Dead Redemption                          | Rockstar San Diego                                                          | 18 мая 2010 года      | ПК (Windows), Xbox 360, PlayStation 3, PlayStation 4, Nintendo Switch                          |
| Red Dead Redemption: Undead Nightmare        | Rockstar San Diego, Rockstar North                                          | 26 октября 2010 года  | ПК (Windows), Xbox 360, PlayStation 3, PlayStation 4, Nintendo Switch                          |
| Max Payne 3                                  | Rockstar Vancouver, Rockstar New England, Rockstar London, Rockstar Toronto | 15 мая 2012 года      | ПК (Windows, macOS), Xbox 360, PlayStation 3                                                   |
| Grand Theft Auto V                           | Rockstar North, Rockstar Toronto                                            | 17 сентября 2013 года | ПК (Windows), Xbox 360, PlayStation 3, PlayStation 4, Xbox One, PlayStation 5, Xbox Series X/S |
| Grand Theft Auto Online                      | Rockstar North, Rockstar Toronto                                            | 1 октября 2013 года   | ПК (Windows), Xbox 360, PlayStation 3, PlayStation 4, Xbox One, PlayStation 5, Xbox Series X/S |
| Red Dead Redemption II                       | Rockstar Studios                                                            | 26 октября 2018 года  | ПК (Windows), PlayStation 4, Xbox One                                                          |
| Red Dead Online                              | Rockstar Studios                                                            | 27 ноября 2018 года   | ПК (Windows), PlayStation 4, Xbox One                                                          |
| Grand Theft Auto VI                          | Rockstar Studios                                                            | 26 мая 2026           | PlayStation 5, Xbox Series X/S                                                                 |